# Брати Богданови
Брати́ Богда́нови або Брати́ Богда́нофф (фр. Les frères Bogdanoff), справжні імена І́гор Ю́рійович Остасе́нко-Богда́нов (фр. Igor Yourévitch Ostasenko-Bogdanoff) і Григо́рій «Гри́шка» Ю́рійович Остасе́нко-Богда́нов (фр. Grégoire Yourévitch Ostasenko-Bogdanoff, народилися 29 серпня 1949 року в Сен-Ларі, департамент Жер — Григорій Богданов помер 28 грудня 2021 року, Ігор Богданов помер 3 січня 2022 року, обидва від covid-19) — французькі брати-близнюки російського походження, телеведучі, продюсери і популяризатори науки, які прославилися в 1970-ті роки як ведучі різних науково-популярних програм на французькому телебаченні, присвячених космології й науковій фантастиці. 2010 року брати Богданови стали фігурантами скандальної справи про ненауковість їхніх дисертацій і змушені були виплатити штраф у розмірі двох тисяч євро французькому Національному центру наукових досліджень з математики і теоретичної фізики.

## Життєпис

### Походження
Ігор і Григорій народилися 29 серпня 1949 року у французькому місті Сен-Ларі (департамент Жер) у родині Юрія Михайловича Остасенко-Богданова (1928—2012), російського художника татарського походження, який називав себе інколи «князем Богдановим», і Марії (Майї) Долорес Францишки Коловрат-Краківської (1928—1982). Ігор старший від Григорія на 45 хвилин.
Їхній батько Юрій Михайлович Остасенко-Богданов народився 28 січня 1928 року в Ленінграді в родині Михайла Борисовича Богданова і Ганни фон дер Остен-Закен (Остасенко). Батько Михайла Борисовича, Борис Олександрович Богданов, служив у кавалерії та загинув 1917 році під час Жовтневого перевороту. М. Б. Богданова репресовано, а 12-річного Юрія після початку блокади Ленінграда евакуйовано в Слуцьк. Під час війни Слуцьк, зайняли й розграбували німці, а Юрія вивезли на примусові роботи в Німеччину. Йому вдалося вибратися в нейтральну Іспанію, де йому надав допомогу князь Іраклій Багратіон-Мухранський (1909—1977). Там Юрій познайомився зі своєю майбутньою дружиною Майєю Коловрат-Краковською. За документами Юрій домігся права називати себе князем Богдановим, внаслідок чого його сини Ігор та Григорій мають право називати себе князями Богдановими. Юрій помер 4 серпня 2012 року в Сен-Ларі.

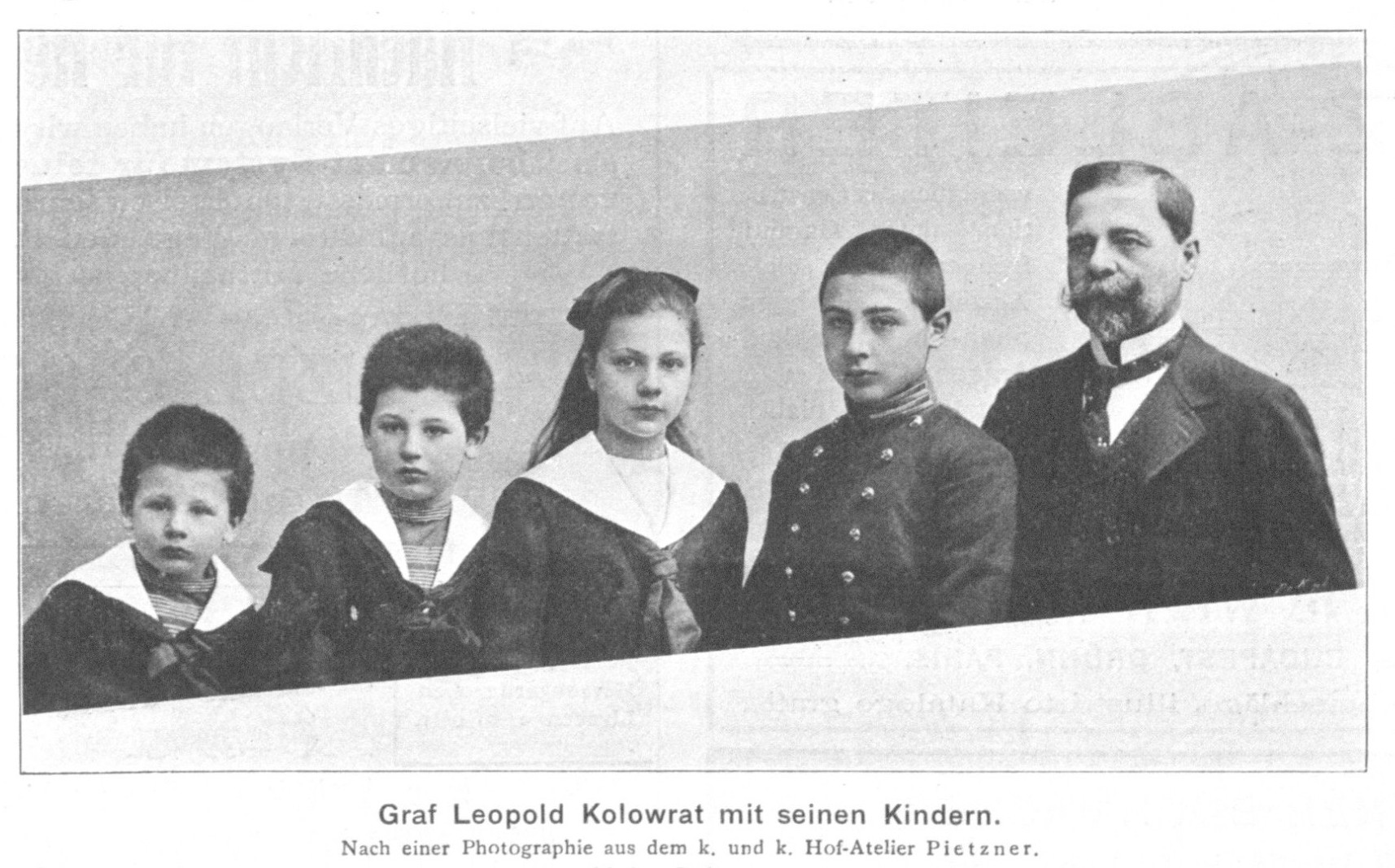
Діти Леопольда Коловрата-Краковського зліва направо: Їнджих, Беджих, Берта і Олександр

Їхня мати Марія Долорес Франціска Коловрат-Краковська (Майя Коловрат-Краковська) народилася 28 лютого 1926 року. Є позашлюбною дочкою австрійської графині з чеським корінням Берти Генрієтти Катерини Надін Коловрат-Краковської (21 червня 1890 — 29 січня 1982), сестри кінематографіста Олександра Коловрата-Краковського (29 січня 1886 — 5 грудня 1987). Вважається, що справжнім батьком Майї був чорношкірий американський оперний співак Роланд Геєс, який мав коріння індіанців черокі і вихідців з території сучасного Кот-Д'івуару, але він ніколи не визнавав дітей від Берти. За паспортом батьком Майї був граф Ієронім фон Коллоредо-Мансфельд, з яким Берта перебувала офіційно в шлюбі. Майя Коловрат-Краковська померла 12 травня 1982 року від раку; всього у неї народилися шестеро дітей (Ігор, Григорій, Франсуа, Лоранс, Жеральдін і Вероніка).
Ігор і Григорій з дитинства вивчали свій родовід і виховувалися в бабусі Берти в замку Шеннбрунн у Сен-Ларі, де була багата бібліотека з різними книгами наукової тематики.

### Особисте життя
Григорій Богданов не одружений і не має дітей.
Ігор одружувався кілька разів:
- Першою дружиною Ігоря стала актриса Женев'єва Град, від якої в нього 1976 року народився син Дмитро[20]. Однак Ігор у березні 2015 року заявив, що не визнає Дмитра своїм сином.
- Другою дружиною стала Людмила д'Ультремон (народилася 27 липня 1965 року в Марселі, дочка графа Марка-Антуана д'Ультремона і графині Марії Терезії фон Галлен). Діти: Саша Марія Остасенко-Богданова (народилася 8 вересня 1989 року в Парижі)[21], Ганна Кларія Остасенко-Богданова (народилася 28 березня 1991 року) та Венцеслас Остасенко-Богданов[22] (народився 29 серпня 1994 року в Оші)[19].
- 1994 року Ігор розлучився, 1 жовтня 2009 року одружився з письменницею Амелі де Бурбон де Парм (народилася 13 березня 1977 року в Парижі). Амелі — позашлюбна дочка принца Мішеля Бурбон-Пармського і Лорі ле Буржуа (на думку преси, одним з її предків був король Людовик XVI)[23]. Весілля відбулося офіційно 3 жовтня 2009 року в замку Шамбор[24]. У шлюбі народилися діти Олександр (24 жовтня 2011) і Костянтин (жовтень 2014 року)[25].

Брати володіють французькою, німецькою та англійською мовами, але практично не розмовляють російською.
Зовнішність братів Богданових в останні десятиліття зазнала серйозних змін — у них неприродно збільшилися підборіддя та губи, з'явилися масивні щоки, а також відбулися інші метаморфози у вигляді. У пресі неодноразово ходили чутки, що брати зробили собі величезну кількість пластичних операцій, що й пояснює їхню зовнішність, але самі Ігор і Григорій заперечують будь-які операції і жартома кажуть, що це їхні «інопланетні морди». Стверджують також, що у близнюків просто проявляються ознаки акромегалії.
2000 року брати придбали замок Ескліньяк XVI—XVII століть e місті Монфор (департамент Жер, регіон Окситан). 2014 року на краудфандинговій платформі проходила кампанія зі збору коштів для відновлення будівлі. 2016 року замок зареєстровано як історичну пам'ятку.

### Освіта
З юних років Ігор і Григорій, проживаючи в замку бабусі Берти Коловрат-Краковської, читали досить багато книг, зокрема й з астрономії. Вони вчилися у військовій школі в Сорезі, і, закінчивши її в 14 років, поїхали в Париж. Однією з їхніх пристрастей була авіація: літаки, вертольоти та планери. Так, Ігор навіть має 4 тисячі годин льотного досвіду.
Ігор здобув вищу освіту за спеціальністю «семіотика» і докторський ступінь у галузі теоретичної фізики (дисертація на тему «Квантові флуктуації метричної сигнатури за шкалою Планка»).
Григорій закінчив Інститут політичних досліджень у Парижі й здобув ступінь доктора математики (дисертація «Топологічний стан простору-часу в нульовому масштабі»).

### Телекар'єра

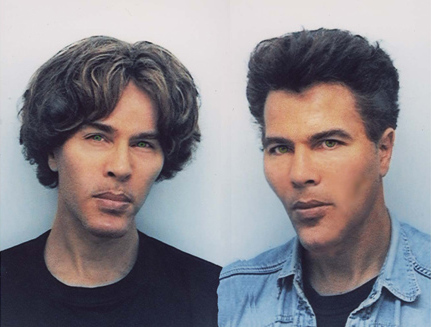
Григорій та Ігор у 1990-ті

1976 року брати опублікували першу книгу «Ключі до наукової фантастики» (фр. Clefs pour la science-fiction), і Ролан Барт написав передмову до книги, опубліковану в журналі «La Quinzaine littéraire». Тоді ж вони дали інтерв'ю на тему наукової фантастики в програмі «Un sur Cinq» Патріса Лаффона. Наступним їхнім кроком у кар'єрі став телеканал TF1, де вони дали інтерв'ю Вербу Мурусі і стали ведучими в одній з рубрик програми «Bon appétit», розповідаючи про роботів і різні явища. Від 1979 року брати Богданови ведуть популярне шоу «Час X», популяризуючи квантову фізику й астрономію і вносячи інтригу за допомогою сюжетів науково-фантастичних книг і популярних фантастичних фільмів. 1982 року брати стали вести шоу «2002: Одіссея майбутнього» (фр. 2002 – L'Odyssée du Futur), 1989 року — щотижневої програми «Майбутнє» (фр. Futur's). Серед інших проєктів відомі «Projet X 13» на телеканалі 13ème Rue Universal, шоу «Rayon X», «Science X» і «Science 2» на France 2, але вони зазнали критики.
2010 році брати стали ведучими нового тележурналу «À deux pas du futur» на France 2 (2011 році переїхав на France 5), а також стали викладати на кафедрі космології в приватному університеті Мегатренд у Белграді. Від 2015 року брати знімаються в пригодницькому телешоу «Форт Буаяр», задаючи учасникам питання з приводу наукових експериментів і, в обмін на правильну відповідь, винагороджуючи їх підказкою для пошуку ключового слова.

## Наукова діяльність
У 1991 році брати почали готуватися в Університеті Бордо I до захисту докторських робіт з космології, коли до ректора університету прийшли безліч листів від різних осіб (зокрема й від впливових співробітників університету) з проханнями не допускати братів до аспірантури. Брати Богданови поїхали в Діжон, де продовжили свою роботу в Університеті Бургундії.
Після захисту докторських робіт Григорію Богданову 1999 року присвоїли ступінь доктора на підставі схвалення його роботи трьома членами вченої ради, а Ігор не зумів захистити свою дисертацію, здобувши ступінь тільки 8 липня 2002 року. Від 2001 до 2003 року вони написали 5 статей, опублікованих у журналі «Annals of Physics» і «Classical and Quantum Gravity».
2010 року вибухнув черговий скандал: Національний комітет наукових досліджень з математики і теоретичної фізики заявив, що роботи братів не мають жодної наукової цінності. Брати подали в суд на центр з позовом на 1,2 млн євро, але програли справу: Адміністративний суд Парижа змусив їх виплатити компенсацію в розмірі 2 тисяч євро.

## Публікації
Брати Богданови опублікували низку книг, присвячених науковій фантастиці, філософії та популяризації науки. До 1991 року прізвище кожного з них писалася як Богданофф, але від 1991 року вони підписуються Богданов.
- Clefs pour la science-fiction, Éditions Seghers, 378 p., Paris, 1976 [no ISBN], BNF:34707099q.
- L'Effet science-fiction: à la recherche d'une définition, Éditions Robert Laffont, Paris, 1979, 423 p., ISBN 978-2-221-00411-1, BNF:34650185g.
- Chroniques du «Temps X», Éditions du Guépard, Paris, 1981, 247 p., ISBN 978-2-86527-030-9, BNF: 34734883f.
- La Machine fantôme, Éditions J'ai lu, 1985, 251 p., ISBN 978-2-277-21921-7, BNF:34842073t.
- La Mémoire double, first as hardcover on Éditions Hachette, Paris, 1985, 381 p., ISBN 978-2-01-011494-6, BNF:348362498; then as pocket book
- Dieu et la science: vers le métaréalisme: Hardcover Éditions Grasset, Paris, 1991, 195 p., ISBN 978-2-246-42411-6, BNF: 35458968t; then as a pocketbook
- Avant le Big Bang: la création du monde, Paris, 2006, 318 p.
- Voyage vers l'Instant Zéro, Éditions EPA, Paris, 2006, 185 p., ISBN 978-2-85120-635-0, BNF: 40986028h.
- Nous ne sommes pas seuls dans l'univers, Éditions EPA, Paris, 2007, 191 p., ISBN 978-2-85120-664-0, BNF: 411885989.
- Au commencement du temps, Éditions Flammarion, Paris, 2009, 317 p., ISBN 978-2-08-120832-2, BNF: 420019981.
- Le Visage de Dieu Paris, May 2010, 282 p., ISBN 978-2-246-77231-6, BNF: 42207600f.
- Le Dernier Jour des dinosaures Éditions de la Martinière, Octobre 2011, ISBN 978-2-7324-4710-0
- La Pensée de Dieu, Éditions Grasset, Paris, June 2012, ISBN 978-2-246-78509-5
- Le mystère du satellite Planck (Qu'y avait-il avant le Big Bang ?), Éditions Eyrolles, June 2013, ISBN 978-2-212-55732-9
- La Fin du hasard, Éditions Grasset, Paris, Octobre 2013, ISBN 978-2-246-80990-6
- 3 minutes pour comprendre la grande théorie du Big Bang, Éditions Le Courrier du Livre, October 2014, ISBN 978-2-7029-1121-1